# Carl Nicodemus Ramberg
Carl Nicodemus Ramberg, född den 1 februari 1818 i Lidhult, död den 15 september 1892 i Ljungby, var en svensk militär, riddare av kungliga svärdsorden och kompanichef för Ljungby kompani.

## Biografi
Carl Nicodemus Ramberg föddes som son till fanjunkaren Magnus Urban Ramberg och Maria Helena Björnberg, samt var brorson till kaptenen Nils Gustaf Ramberg. Han började tjänstgöra som volontär vid Smålands husarregemente 1834 och befordrades därefter till sergeant vid Kronobergs regemente 1836, samt avlade officersexamen 1839. Han blev 1840 underlöjtnant, 2. löjtnant 1848, 1. löjtnant 1854, och 2. kapten 1861. Ramberg blev kompanichef för Södra Sunnerbo kompani den 15 juni 1861 och för Ljungby kompani den 27 augusti samma år. Han blev även kommenderad tillsammans med sitt regemente till Skåne år 1848 och år 1850 till Schleswig. Den 23 januari 1867 tilldelades han R.S.O och den 29 april 1869 tog han avsked som major och kompanichef. 
Utöver sin militära karriär var han även ledamot i Ljungbys skolråd, där han blev återvald den 28 december 1888 och han var även verksam som kassör vid Ljungbys enskilda banks avdelningskontor. 